# ナース (サイレントヒルシリーズ)
ナースとは、コナミのホラーゲーム『サイレントヒル』シリーズに登場するクリーチャーである。

## 概要
作品毎で外見や設定は異なるが、その名の通り女性看護師（初出時は看護婦）の制服（ナース服）を着ている雌の人型クリーチャーである点や集団で主人公に襲い掛かる、いわゆる"雑魚"クリーチャーである点、他のクリーチャーとは異なり武器を使用する点等の特徴は共通している。いずれも異世界を作り出した人物が抱く、看護婦や女性に対する恐怖や憎悪が色濃く投影されており、目や鼻、口がないことが多い。ゲーム中で初めて遭遇する場所はいずれも病院であり、『2』を除き、街中（屋外）に現れることはない。「三角頭」「ロビー君」と並ぶ、シリーズを代表するクリーチャーであり、これら三者は幾度もフィギュア化している。最もフィギュア化される機会が多いのは『2』に登場するバブルヘッドナース。アートは伊藤暢達によって描かれたが、デザイン自体は後に『SIREN』シリーズのシナリオを手掛ける佐藤直子によるもの。

## 種類
パペットナース
『サイレントヒル』に登場する。大きな肉塊のようなクリーチャーに寄生され、正気を失ったアルケミラ病院の看護婦たち。背中に腫瘍のようにクリーチャーに張り付かれ、大きく項垂れている。所持する武器はメス。普段はよたよたと病院を徘徊しているが、主人公ハリーを発見すると走り寄り、手にしたメスを振り回す。ある程度の知性が残っているのか、集団で現れた際に一体がハリーを拘束し、他の個体に攻撃させることがある。視力は悪く、ライトを消すとハリーを見失う。
青いカーディガンを羽織った者は黒髪のタイプAと金髪のタイプBが存在し、後者の方が耐久力が高い。緑のカーディガンを羽織ったタイプCはタイプAの二倍の耐久力を有し、なおかつ暗闇でも目が利く。
パペットドクター
パペットナースの亜種で、クリーチャーに寄生された男性の医師達。武器はメス。病院の一階を徘徊するが、個体数は少ない。パペットナースよりも耐久力と攻撃力が高いが、動作が若干鈍い。
モンスターシビル
パペットナースやパペットドクターに寄生しているクリーチャーと同じものに寄生され、正気を失ったシビル・ベネット。項垂れてはおらず、寄生生物も張り付いているように見えないが、背中が赤い血のようなもので濡れている。武器は10発の銃弾が装填された拳銃で、撃ち尽くすと拳銃を捨て、素手で襲いかかってくる。

バブルヘッドナース/ナース
目、鼻、口、耳等が不明瞭で髪が生えていない異形の頭部とグラマラスな体型、胸元が大きく開きスカートの丈が非常に短い扇情的なナース服に似た装束が特徴。他にも白いゴム手袋、ナースシューズ、ナースキャップを着用している。排気管等から引きちぎった鉄パイプを武器として用いる。
『サイレントヒル2』におけるバブルヘッドナース
異形の頭部は顔の両脇にヒレのようなものがあり、光沢を持つゴム状のものですっぽりと覆われ、苦しそうに上下左右に震わせている。ぎこちない動きで主人公ジェイムスやマリアに近付き、鉄パイプを振り回す。攻撃範囲が広い上に、攻撃力も高めで、狭い場所に集団で現れることが多い難敵。ダメージを受けダウンすると、手足を動かして苦しむかのような仕草を見せる。同作に登場する他のクリーチャーと同様に再生能力があり、倒されても一定の確率で復活することがある。ブルックヘイヴン病院内や夜の街を徘徊しており、二種類存在する。
タイプA
肌や服は白っぽいが、白衣は血や膿で汚れている。頭部の口に相当する場所にはセーブポイントを彷彿させる赤い正方形の物体が付いており、歯茎を剥き出しにした口のように見える。ブルックヘイヴン病院に無数に登場する。
タイプB
肌や服は錆び付いたように茶色く汚れきっている。タイプAにはあった赤い正方形の物体は無く、代わりに両頬に針が数本刺さっている他、背中に黒ずんだ肉塊が張り付いている。タイプAよりも耐久力と攻撃力が高い。
『サイレントヒル ブック オブ メモリーズ』におけるナース
名称は異なるが、外見はバブルヘッドナースとほぼ共通している。ただし、頭部は歪な凹凸を持つのっぺらぼうになっている。本作に登場する他のクリーチャーと同様に血、光、鉄のいずれかで構成された三種類が存在し、死ぬと低確率で鉄パイプを落とす。

ナース（サイレントヒル3）
『サイレントヒル3』に登場する。
体型や服装はバブルヘッドナースのタイプAと酷似しているが、ウエスト・エプロンを着用している点が異なる。最大の特徴である頭部は黒髪の美女そのものであり、瞼を紫に、口の周りを赤く塗る非常に悪趣味な化粧をしている。また、常に目を瞑り大きく項垂れた姿勢をしている。ハンドガンを装備した者と鉄パイプを装備した者の二種類が存在する。ハンドガンを手にしたものはガードが不可能な銃撃をしてくる他、近距離では銃床で殴打してくる強敵。攻撃に怯みにくくなったこともあり、バブルヘッドナースよりも手強くなっている。ブルックヘイブン病院に無数に登場する他、同作に登場するクリーチャー「ヴァルティエル」によって、度々殺害されている。
ナース（サイレントヒル ゼロ）
『サイレントヒル ゼロ』に登場する。頭部はマスクと融合したかのような目鼻口の無いタイプと包帯で覆われたタイプの二種類が存在し、どちらも髪は生えていない。体型や服はバブルヘッドナースに似ているがガーターベルト付きブーツを身に付けている。武器は注射器。主人公トラビスに近付き、注射器を突き刺そうとしてくるが、ボタン連打で回避できる。視力は悪く、暗闇ではトラビスを見失う。アルケミラ病院や療養所に無数に登場する。怯みやすく、一対一の状況ならば素手での殴打のみで反撃を受けることなく倒せてしまう。
ナース（サイレントヒル ホームカミング）
『サイレントヒル ホームカミング』に登場する。丈が短い貫頭衣を身に纏い、ナースキャップを被っている。体型はよりグラマラスになり、胸元が大きく開いている。頭部は包帯で覆われたような外見で髪は生えていない。武器は大きめなナイフ。主人公アレックスを発見すると、ぎこちない動きで歩みより、ナイフを振り回す。また、暗闇ではマネキンの如く静止し、ライトの光を浴びるか、物音がすると動き出すという特徴がある。集団で襲い掛かる上に、攻撃力・耐久力が共に高い。
『サイレントヒル エスケープ』に登場するナース型クリーチャー
正式名称は不明。
迷路内に敵として立ちはだかるが、集団で現れることはない。頭部は髪の無いのっぺらぼう。ナース服風の貫頭衣を着て、ナースシューズ、ナースキャップ、白いゴム手袋を着用している。
ナース（サイレントヒル・アーケード）
『サイレントヒル アーケード』に登場する。茶色い髪が生えており、顔は包帯で覆われている。バブルヘッドナースと同様に胸元が大きく開いたナース服に似た装束、白いゴム手袋、ナースシューズ、ナースキャップを着用し、ロングスカートを履いている。
鉄パイプを手にしたタイプ、拳銃を手にしたタイプ、床を素早く這いずり回るタイプ、ビンタをするタイプの4種類が存在し、ダンスのような動きで集団で襲い掛かる。また、動きがぎこちない上に弱点である頭部も小さいため、狙いづらい。
ダークナース
実写映画一作目および二作目に登場する。外見はほぼ『SILENT HILL HOMECOMING』に登場したものと同じだが、ナイフに加え、鉄パイプや注射器を手にしたものも登場する。一作目では『SILENT HILL HOMECOMING』のナースと同様に、暗闇では静止しており、光に反応して動き出す。病院の地下に大量に待ち伏せており、主人公ローズの前に立ちはだかる。この際ローズは武器を所持していなかったため、ライトを消して、ナースの間を縫うようにして進んだ。
続編の二作目では光ではなく音に反応して動き出す。拷問部屋に無数に閉じ込められ、ストレッチャーに拘束したヴィンセントを運んできた教団の狂信者「ブレスレン」二名を殺害し、更にヴィンセントと、彼を救出する為に部屋に侵入したヘザーに襲い掛かるが、逃げられる。最後はヘザーを追ってきたマネキンモンスターと交戦した。

## 類似するクリーチャー
袋レディ
『Art of SILENT HILL』に収録された短編動画『FUKURO』に登場する雌の人型クリーチャー。異形の仮面を被っているが、素顔は黒髪の美人で、『3』に登場するナースに似た顔つきである。衣装は錆色で、露出が非常に多く、両腕を体の後ろで拘束されている（両腕を拘束している物体は黒いゴム状のもの）。三角頭や他のクリーチャーに虐待される様子が描かれている。
裏世界の外側に登場するナース
『3』に登場する雌の人型クリーチャー。外見は"袋レディ"に酷似しているが、衣装は白く、仮面を被っていない代わりにナースギャップを被っている。裏世界の外側で度々"ヴァルティエル"に虐待されている様子を見ることができる。直接対峙することはない。
ペイシャント
『サイレントヒル4 ザ・ルーム』に登場するクリーチャー。正体はウォルターの気まぐれで異世界の住人となった交通事故の被害者女性。かなりの長身で、顔は醜く歪んでいる。武器は点滴スタンドで、振り回しながら近付いてくる。攻撃を受けるとげっぷのような悲鳴をあげる。同作に登場するクリーチャー「ヴィクティム07＋08」と同様に、元は一人の人間であるが異世界では無数に登場し、終盤に探索する裏世界と化したサウスアッシュフィールドハイツでは、5体が同時に襲い掛かる。
雌の人型クリーチャーである点や武器を扱う点、集団で襲い掛かる点等、ナース型のクリーチャーと共通点が多い。ただし、名前「ペイシャント（Patient）」は患者の意であり、ナースとは正反対である。

## カメオ
『サイレントヒル ダウンプア』
バブルヘッドナースがEエンディングに登場し、ジェイムスやメアリー、ヘザー、レッドピラミッドシング等の歴代キャラクターと共にマーフィーのゲームクリアを祝った。
『秘書コレクション』
『バブルヘッドナース』のカードが登場する。

## 登場する病院
アルケミラ病院
『1』『ゼロ』『ホームカミング』に登場する。ペイルヴェイル地区にある病院で、院長はマイケル・カウフマン。アレッサを地下に監禁していたが、『1』の事件の影響から職員たちはクリーチャーに寄生され、パペット・ナース/ドクター化してしまった。『ゼロ』『ホームカミング』では主人公が抱く、女性への恐怖から生み出されたクリーチャー「ナース」が登場する。
ブルックヘイブン病院
サウスヴェイル地区にある病院。地下には教団の狂信者レナードが監禁されている。
『2』ではメアリーを取り巻いていた環境のイメージから生み出されたクリーチャー「バブルヘッドナース」が登場し、『3』ではアレッサの看護をしていたリサに対する複雑な思いから生み出されたクリーチャー「ナース」が登場する。
セントジュローム病院
サウスアッシュフィールドにある病院。『4』のキーパーソンウォルターが赤子の時に運ばれた病院で、『4』の中盤にはウォルターに重症を負わされたアイリーンもこの病院に運ばれた。『4』ではこの病院が原型となった異世界「病院の世界」を探索することになる。この世界ではウォルターの女性に対する恐怖・憎悪が反映された雌の人型クリーチャー「ペイシャント」が登場する。

## 人間のナース
リサ・ガーランド
『1』『ゼロ』に登場する、アルケミラ病院の看護婦。金髪でブロンドの美女。パペット・ナース化した他の看護婦たちと違い、赤い上着を着ている。『1』『3』『ゼロ』のキーパーソンである少女アレッサの看護を院長カウフマンから命じられていた。口封じの為にカウフマンから麻薬PTVを与えられ、『ゼロ』の時点でジャンキーとなっていた。『1』の直前に辞職の意をカウフマンに告げるが、麻薬の禁断症状から精神が病んでいき、結局病院に繋ぎ止められた挙げ句、死亡してしまい、アレッサに宿る神が作り出した裏世界に取り込まれた。
その後は記憶を失い、裏世界の病院を徘徊していたが、ハリーとの交流を経て次第に記憶を思い出していく。『1』の終盤に記憶を完全に思い出し、ハリーに助けを求めるが拒否されて姿を消す。最後はカウフマンを奈落へ引きずり込んだ。
同じ服装・髪型の、「レッド・ナース」が映画版の一作目に登場する。同作では全身に大火傷を負ったアレッサに対し、「悪意のない好奇心」を向けたことから闇の世界に取り込まれ、目から血を流している。
『サイレントヒル シャッタードメモリーズ』にも登場し、同作では赤毛の女性となっている。アルケミラ精神病院の看護師で、物語の中盤に車の事故を起こし、傷を負ったところでハリーと出会う。エンディングによってはハリーの浮気相手となる。
レイチェル
『2』『4』に名前が登場する看護婦。『2』のキーパーソン"メアリー"の看護を担当しており、彼女が病床の中で書き残した手紙（最期の詩）を預かっていたが、メアリーを慕う孤児院の子供であるローラに手紙を盗まれた。
『4』ではサウスアッシュフィールドハイツの住人であることが判明し、彼女の部屋（106号室）を探索できる。また、彼女の部屋には『3』に登場したナースと同じ制服が放置されている。202号室の画家と恋仲であるが、301号室のマイクにストーキングされている。
彼女の部屋にある電話をかけると、電話のコール音に反応し、ゴースト達が集まってくる。